# Коронавірусна хвороба 2019 в Ізраїлі
Коронаві́русна хворо́ба 2019 в Ізраїлі — розповсюдження пандемії коронавірусу територією Ізраїлю.

## Перебіг подій

### 2020
Перший випадок коронавірусу було підтверджено 21 лютого, у жінки було діагностовано вірус у медичному центрі Шиба після повернення з карантину на кораблі «Diamond Princess» в Японії. В результаті для всіх, хто відвідав Південну Корею або Японію, було введено правило 14-денний ізоляції будинку, і була накладена заборона на нерезидентів і негромадян, які перебували в Південній Кореї за 14 днів до їх прибуття. 11 березня Ізраїль обмежив зборів до 100 чоловік. 15 березня зборів були обмежені 10 людьми, і учасникам було рекомендовано тримати відстань 2 метри між собою.
19 березня прем'єр-міністр Беньямін Нетаньяху оголосив надзвичайний стан в країні, заявивши, що існуючі обмеження відтепер матимуть юридичну силу, а порушники будуть оштрафовані. Ізраїльтянам не дозволяли залишати свої будинки без крайньої необхідності. Основні послуги залишаться відкритими.
Пандемія наступила на тлі відсутності офіційного уряду, оскільки правляча коаліція не була сформована після законодавчих виборів в Ізраїлі в 2020 році, що є третім після розпуску уряду в грудні 2018 року. Нетаньяху продовжує виконувати функції прем'єр-міністра і звинувачується в узурпації. додаткові повноваження з контролю і стримування поширення вірусу.
21 лютого в Ізраїлі було встановлено 14-денне правило ізоляції для всіх, хто був у Південній Кореї чи Японії
20 березня 88-річний чоловік в Єрусалимі, який страждав від попередніх хвороб, був оголошений першою жертвою в країні. Він був тим хто пережив Голокост. У 20 лікарів знайли коронавірус, на карантині близько 2500 медичних співробітників.
Згодом карантин було посилено, до 1 квітня жителям заборонено відходити від будинку більш ніж на 100 метрів, таксі заборонено перевозити більше одного пасажира, скасовано всі масові зібрання та спортивні заняття.
26 березня в'їзд до курортного міста Ейлат дозволено лише місцевим жителям після перевірки на вірус.
12 квітня уряд закрив місто Хареді в околицях Єрусалиму
3 травня відкрились школи для 1-3 класів та 11-12 класів
4 травня Прем'єр-міністр Нетаньяху окреслив поступове зменшення обмежень щодо карантину.
25 червня уряд Ізраїлю продовжив заборону на в'їзд іноземців щонайменше до 1 серпня, заборона стосуватиметься лише людей, які не є громадянами або резидентами Ізраїлю.
2 липня прем'єр-міністр Нетаньяху оголосив про посилення карантину через зростання кількості нових випадків.
6 липня в країні було зафіксовано новий спалах коронавірусу, у відповідь влада посилила карантин, було закрито бари, тренажерки і клуби.
6 серпня Ізраїль зняв обмеження «вихідного дня», що стосувалися роботи магазинів і ТЦ по суботах, послабивши карантин.
З 16 серпня було вирішено відновити авіасполучення.
24 серпня було продовжено заборону на в'їзд іноземців щонайменше до жовтня.
З 18 вересня Ізраїль знову запровадив жорсткий карантин через різкий ріст захворюваності, зокрема, на два тижні громадянам було заборонено відходити від будинку далі, ніж на 500 метрів. Це наймастабніші карантинні заходи в країні з часу першого карантину.
24 вересня в країні введено «герметичний» карантин: на два тижні припинено роботу приватного та державного секторів (за винятком критичної інфраструктури), закрито ринки, молитви в закритих приміщеннях, закрито всі синагоги та скасовано всі спортивні заходи.
28 вересня Ізраїль заборонив в'їзд для іноземців щонайменше до 11 жовтня, винятки було зроблено лише для тих, хто їде на лікування.
12 жовтня МОЗ країни було запропоновано 9 етапів поступового виходу з карантину, щоб мав розглянути уряд. Сам карантин було продовжено щонайменше до 18 жовтня, обмеження залишили для кафе, ресторанів та навчальних закладів. Того ж дня було відновлено роботу дитячих садів і дошкільних установ для дітей до 6 років, підприємств юез постійних відвідувачів, було скасовано обмеження на пересування в межах 1 км від будинку.
17 листопада в країні було посилено карантин, але при цьому відкрито школи й ринки. Було також заплановано відкриття шкіл, ринків і готелів у туристичній зоні Ейлата і Мертвого моря.
4 грудня Ізраїль підписав договір з компанією Moderna щодо купівлі вакцин для 3 млн населення.
16 грудня вакцинація почалась, було заявлено, що першим, хто отримає щеплення, стане прем'єр-міністр країни Беньямін Нетаньяху.
19 грудня влада Ізраїлю внесла всі країни світу до «червоної зони». Всі, хто прибуває з-за кордону мали проходити двотижневу самоізоляцію або здавати два негативних тести на коронавірус.
20 грудня Ізраїль заборонив в'їзд іноземцям з Британії, Данії і ПАР. Ізраїльтян зобов'язали проходити двотижневий готельний карантин.
25 грудня в країні було вакциновано вже 200 тис. осіб.

### 2021
Станом на 1 січня в країні було прищеплено більше мільйона громадян, а 5 січня Ізраїль офіційно дозволив використання вакцини Moderna. Після цього МОЗ країни узгодив купівлю 6 млн доз вакцини.
17 січня стало відомо, що людей, які отримали другу дозу вакцини, звільнять від карантину.
Станом на 31 січня, в країні було вакциновано третину населення (3 млн громадян).
До 6 лютого другою частиною вакцини було вакциновано вже більше 2 млн людей, сумарно було вакциновано 23 % жителів країни.
18 лютого було представлено «зелений паспорт», який видаватиметься людям, що отримали вакцинацію, або перехворіли на коронавірус.
21 лютого було послаблено карантин для людей, що пройшли вакцинацію.
8 березня було почато вакцинацію палестинських арабів, щеплення мають отримати 100 тис. осіб: палестинців, що є у шлюбі з ізраїльтянами, або живуть в Ізраїлі через загрозу на території Палестинської автономії. Того ж дня Ізраїль дозволив в'їзд іноземцям за попереднім схваленням і після пред'явлення негативного ПЛР-тесту.
Станом на 25 березня в Ізраїлі було вакциновано понад 50 % населення.
29 березня в Ізраїлі виявили новий штам коронавірусу, який виник там же наприкінці осені 2020 року.
8 квітня в країні було послаблено карантин, дозволивши збиратися до 100 людей на свіжому повітрі. На травень Ізраїль запланував відкриття кордонів та початок туристичного сезону.
19 квітня Ізраїль домовився з Pfizer про покупку додаткової партії з одного мільйона доз вакцини.
4 травня Ізраїль заборонив в'їзд для громадян України, Ефіопії, ПАР, Індії, Мексики та Туреччини.
З липня у країні було посилено вимоги до туристів: термін самоізоляції змінили на термін від 24 годин до 14 днів. Допуск у країну туристів, навіть вакцинованих, було відкладено щонайменше до вересня. Також було оголошено про плани вакцинації третьою дозою вакцини людей, що мають послаблений імунітет.
6 червня Ізраїль почав вакцинацію підлітків віком від 12 років.
В липні в Ізраїлі було дозволено вакцинацію пацієнтів віком від 19 років та дітей віком 5-11 у особливих випадках.
6 серпня у країні було розпочато масову вакцинацію третьою дозою вакцин. Протягом доби щеплення отримало 250 тис. людей.
З 12 серпня було введено нові правила «зеленого стандарту», згідно з якими для відвідування масових заходів відвідувач повинен буде пред'явити сертифікат про вакцинацію, сертифікат про одужання або негативний результат тесту.
13 серпня було затверджено вакцинацію третьою дозою вакцин для людей, старших за 50 років.
20 жовтня в країні було виявлено новий штам коронавірусу AY.4.2. Мутацію діагностували у 11-річного хлопчика, який прилетів в країну з-за кордону, повідомило місцеве Міністерство охорони здоровʼя, на яке посилається агентство Financial Times.
20 грудня Кабінет міністрів Ізраїлю заборонив до відвідування США, Італію, Бельгію, Німеччину, Угорщину, Марокко, Португалію, Канаду, Швейцарію та Туреччину. З 27 грудня Ізраїль першим почав проводити щеплення четвертою дозою вакцини.

#### 2024
Станом на початок 2024 року коронавірусна хвороба продовжує вирувати на території Ізраїлю. А саме, поточною статистикою по коронавірусу (на 7.04.2024, 19:40 GMT) в країні зафіксовано наступні показники
- Населення —	9 326 тис.
- Всього інфіковано —	4 841 772 (51,9 %);
- Смертельні випадки —	12 707 (0,3 %);
- Видужали — 4 798 473	(99,1 %);
- Наразі хворіють — 30 592 (0,6 %);
- Зроблено тестів — 41 373 364;	
  - тестів на 1 млн. — 4 436 346.